# Ranald MacDonald
Ranald MacDonald (Astoria, 3 febbraio 1824 – Washington, 24 agosto 1894) è stato un avventuriero, insegnante ed esploratore americo-canadese di origini britanniche, noto per essere stato il primo madrelingua inglese ad aver insegnato la lingua in Giappone.

## Biografia

### Infanzia e studi
Ranald MacDonald nacque il 3 febbraio 1824 a Fort Astoria, nella regione del Pacifico di Nord-ovest dell'America settentrionale. Suo padre era Archibald McDonald, un mercante di pellicce scozzese della Compagnia della Baia di Hudson, che a quel tempo si contendeva il territorio con i rivali statunitensi della Pacific Fur Company. Sua madre Raven, figlia del capo della comunità Chinook Comcomly, morì poco dopo il parto e così Ranald fu cresciuto dalla matrigna, Jane Klyne.
Studiò presso la Red River Academy della neonata colonia di Red River, allora parte del Nord America Britannico, che successivamente divenne la provincia canadese di Manitoba. Si assicurò così un lavoro come impiegato di banca, seguendo le volontà del padre.

### Il viaggio in Giappone
Ben presto stanco di questo lavoro, decise di lasciare la sua terra natia ed imbarcarsi per il Giappone, secondo alcune fonti ispirato dalle testimonianze e dai racconti di tre giovani marinai giapponesi, Otokichi, Kyukichi e Iwakichi, giunti in America dopo che la loro imbarcazione in avaria ebbe navigato per mesi alla deriva nel Pacifico. Benché a conoscenza della politica isolazionista e autarchica che vigeva nel paese in quegli anni (sakoku), MacDonald si imbarcò nel 1848 sulla baleniera Plymouth convincendo il capitano ad abbandonarlo in mare nelle vicinanze della costa dell'Hokkaidō. Lì fu catturato dalle autorità locali e successivamente trasferito a Nagasaki, il porto in cui gli olandesi operavano i loro traffici commerciali e l'unico luogo in Giappone in cui i contatti con gli stranieri fossero tollerati.
Poiché le navi britanniche e statunitensi che si avvicinavano alle coste giapponesi erano sempre meno rare, e in Giappone non vi era nessuno che sapesse parlare l'inglese in modo fluente, il governo decise di mettere i quattordici migliori interpreti del paese al servizio di MacDonald, in modo che questi potessero apprendere la lingua inglese attraverso i suoi insegnamenti. Tra questi vi era Moriyama Einosuke, che nel 1854 farà da interprete al commodoro statunitense Matthew Perry durante la sua missione atta ad aprire il Giappone all'Occidente.

### Ultimi anni
(L'epitaffio inciso sulla tomba di MacDonald)

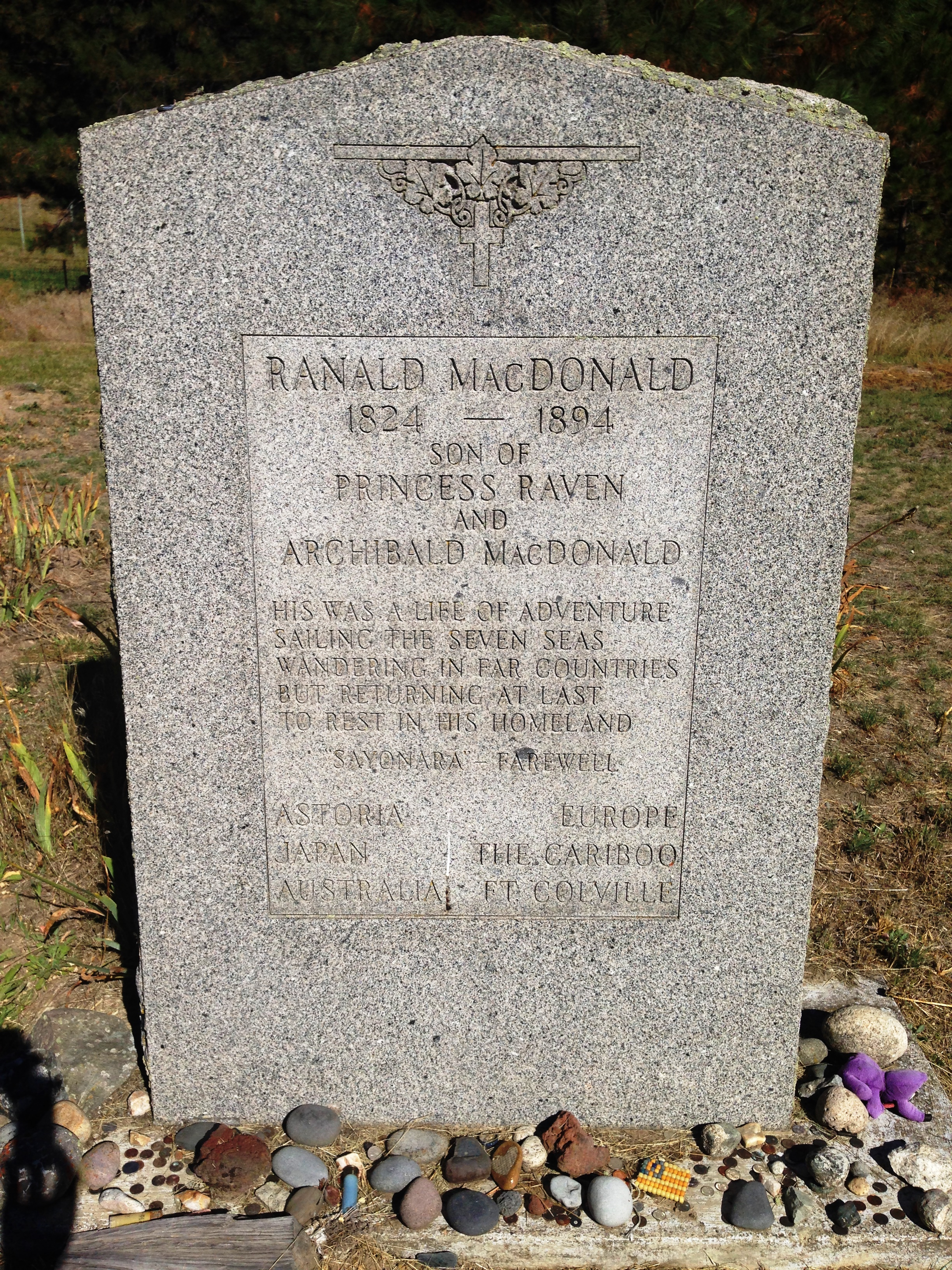
La tomba di Ranald MacDonald nel cimitero di Ferry County, a Washington

Nell'aprile del 1849 MacDonald fu finalmente rilasciato e fatto imbarcare su una nave da guerra di passaggio, la statunitense USS Preble, con la quale viaggiò per i mari dell'Asia, dell'Australia e dell'Europa prima di ritornare, poco dopo il 1853, dalla sua famiglia nel Basso Canada. Dopo cinque anni si trasferì nuovamente nella costa del Pacifico nella nuova colonia della Columbia Britannica, dove aprì una società di distribuzione e imballaggi nei pressi dei giacimenti d'oro del fiume Fraser e della regione di Cariboo, prendendo inoltre parte alla spedizione esplorativa dell'Isola di Vancouver. 
MacDonald morì il 5 agosto del 1894 a Washington, senza ottenere particolari riconoscimenti per i suoi insegnamenti. I suoi appunti sul viaggio in Giappone furono pubblicati non prima del 1923, ventinove anni dopo la sua morte.